# ملنتین
ملنتین (به آلمانی: Mellenthin) یک شهر در آلمان است که در فرپومرن-گرایفسوالد واقع شده‌است. ملنتین ۴۴۱ نفر جمعیت دارد.